# Арвисъю
Арвисъю — река в России, течёт по территории Заполярного района Ненецкого АО. Устье реки находится в 64 км по правому берегу реки Нерута на высоте 16 м над уровнем моря. Длина реки составляет 35 км.

## Данные водного реестра
По данным государственного водного реестра России относится к Двинско-Печорскому бассейновому округу, водохозяйственный участок — реки бассейна Баренцева моря от восточной границы бассейна реки Печора до восточной границы бассейна реки Большая Ою. Речной бассейн реки — бассейны рек междуречья Печоры и Оби, впадающие в Баренцево море.
Код объекта в государственном водном реестре — 03060000112103000084944.